# Pepe Rivera
José Manuel Delgado Rivera conocido como Pepe Rivera o simplemente Rivera (Belmez, provincia de Córdoba, 20 de mayo de 1946-Huelva, España, 20 de junio de 2004) fue un futbolista y entrenador de fútbol español. Jugó de defensa central en diferentes equipos destacando en el Hércules Club de Fútbol con el que jugó 5 temporadas en Primera División de España.

## Trayectoria
Nacido en Belmez (provincia de Córdoba), su familia se trasladó cuando él tenía tres años a Huelva. Como jugador, sus comienzos en el equipo amateur onubense del Obrera.
Probó con el Betis Balompié juvenil pero no convenció, y el Sevilla lo incorporó a su equipo juvenil. Luego pasó al filial Sevilla Atlético, posteriormente pasó a la primera plantilla del Sevilla con el que jugó en Primera División en la temporada 1967/68. En la temporada 1970/71 mientras cumplía el servicio militar, fue cedido al Córdoba en Segunda División. Esa temporada Rivera fue pieza importante en el equipo que ascendió a Primera.
El Hércules pagó traspaso al Sevilla por Rivera y lo fichó en 1971. Como jugador tuvo sus mejores momentos en el Hércules en el que consiguió el ascenso a Primera División en 1974 y posteriormente jugó 5 temporadas en Primera, además de ser capitán del equipo.
En la temporada 1986/87 mientras ejercía como director deportivo del Hércules, en diciembre de 1986 se convirtió en el entrenador tras la destitución de García Traid. El equipo finalizó en 5º en Segunda división lo que le valió para renovar una temporada más como entrenador herculano. En la temporada 1987/88 fue destituido en noviembre de 1987 tras una mala racha en las primeras jornadas, sustituyéndole Benito Joanet que no pudo evitar el primer descenso del Hércules a Segunda "B".
Como entrenador, en la temporada 1998/99 ascendió al Dos Hermanas a Segunda división "B" por primera vez en la historia del club. También ascendió a Segunda división "B" al Polideportivo Almería (1993-1994)y al San Roque de Lepe en la temporada 1991/1992. En el año 2000 fichó por el Recreativo de Huelva como director deportivo, función que desempeñó hasta su fallecimiento. En la temporada 2003/04 se hizo cargo como entrenador interino del Recreativo en la jornada 12 (16 de noviembre de 2003) tras el cese de Paco Herrera antes de la llegada de Sergio Kresic al banquillo.
Sus restos fueron incinerados y sus cenizas se esparcieron en la playa onubense de Mazagón, como fue su deseo.

## Clubes

### Como jugador
| Club             | País   | Año       |
| ---------------- | ------ | --------- |
| Sevilla Atlético | España |           |
| Sevilla F. C.    | España | 1967-1968 |
| Córdoba C. F.    | España | 1970-1971 |
| Hércules C. F.   | España | 1971-1979 |

### Como entrenador
| Club                      | País   | Año       |
| ------------------------- | ------ | --------- |
| U. D. Español San Vicente | España | 1981-1982 |
| C. D. Eldense             | España | 1983-1984 |
| Villajoyosa C. F.         | España | 1984-1985 |
| Mutxamel C. F.            | España | 1985-1986 |
| Hércules C. F.            | España | 1986-1988 |
| Ayamonte C. F.            | España | 1989-1990 |
| Recreativo de Huelva      | España | 1990-1991 |
| C. D. San Roque           | España | 1991-1992 |
| C. P. Almería             | España | ¿?        |
| C. D. San Roque           | España | 1995-1996 |
| Polideportivo Ejido       | España | 1997-1998 |
| Dos Hermanas              | España | 1998-1999 |
| Recreativo de Huelva      | España | 2003      |